# اس‌ام یوبی-۶
اس‌ام یوبی-۶ (به انگلیسی: SM UB-6) یک زیردریایی است که طول آن ۹۲ فوت ۲ اینچ (۲۸٫۰۹ متر) می‌باشد. این زیردریایی در سال ۱۹۱۵ ساخته شد.